# Кунцевич, Эдвард Михайлович
Э́двард Миха́йлович Кунце́вич (14 июня 1926, Киев — 3 октября 1996, Киев) — советский украинский скульптор, член Союза художников УССР, Народный художник Украины (1995), Заслуженный деятель искусств Украинской ССР (1976).

## Биография
В 1945—1951 годах учился в Киевском художественном институте, преподаватели — К. Н. Елева, Л. Д. Муравин.

## Творчество
Работал в жанре станковой, монументальной и декоративной скульптуры.

### Скульптурные композиции
- «Юность мира» (гипс, 1951)
- «Хлеб-соль» (оргстекло, 1958)
- Бюст А. М. Горького на станции метро «Университет» в Киеве (оргстекло, 1960).
- «Строитель Киевской ГЭС» (гипс, 1961)
- «Труд» на станции метро «Днепр» в Киеве (оргстекло, 1960, железобетон, 1964, в соавторстве с Б. М. Карловским).
- Памятный знак «Карающий меч» в Павлограде, скульпторы Ю. А. Жирадков, Э. М. Кунцевич. (железобетон. 1968)[2].

### Памятники
- В. И. Ленину. Скульптор Э. М. Кунцевич, архитекторы Н. К. Иванченко, В. М. Иванов (1967, Донецк)[3].
- В. И. Ленину (бронза, 1971, Кременчуг)[4].
- Монумент вечной Славы, скульпторы Г. Н. Кальченко, Э. М. Кунцевич, Б. П. Микитенко, архитекторы А. Ф. Игнащенко, А. С. Ренькас (1975, Черкассы).
- Мемориальный комплекс Солдатской Славы, скульптор Э. М. Кунцевич, архитекторы Л. С. Вайнгорт, Г. М. Кислый, И. В. Мезенцев (1969, Полтава)[5].
- Гетьману Петру Сагайдачному в Киеве на Контрактовой площади. Скульптор В. Швецов при участии скульпторов Э. М. Кунцевича, Б. Крылова, А. Сидорука, архитекторы Н. Л. Жариков, Р. И. Кухаренко при участии Ю. Г. Лосицкого (бронза, 2001)[6]

### Мемориальные доски
- Е. О. Патона в Киеве по ул. Михаила Коцюбинского, 9. Скульптор Э. М. Кунцевич, архитектор К. А. Сидоров, (бронза, 1984)

## Семья
- Сын — Константин Кунцевич (26.05.1961 — 28.10.2012) — художник, член Национального союза художников Украины[7].
- Брат — академик Всеволод Михайлович Кунцевич.

## Галерея

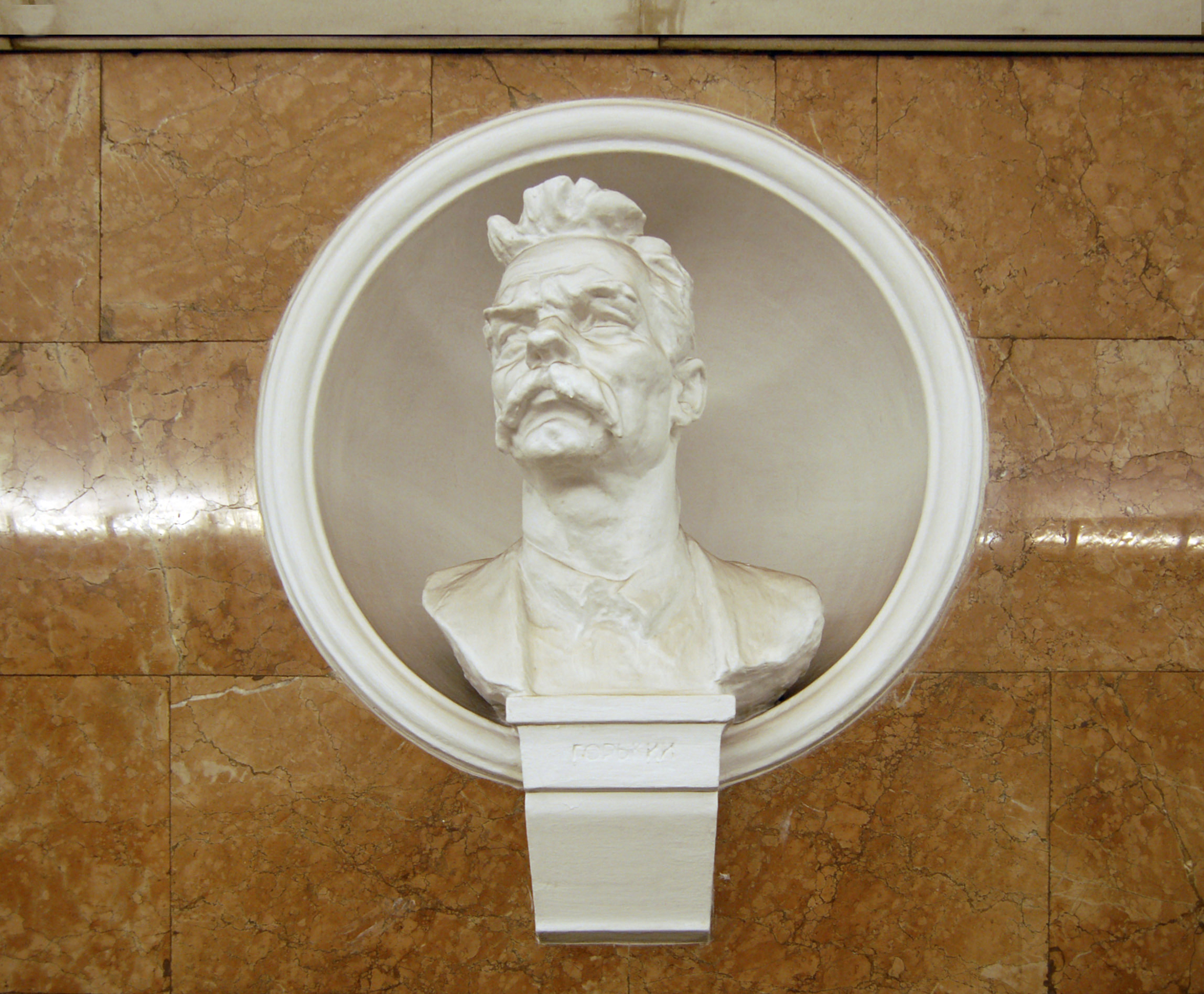
Бюст А. М. Горького на станции метро «Университет» в Киеве
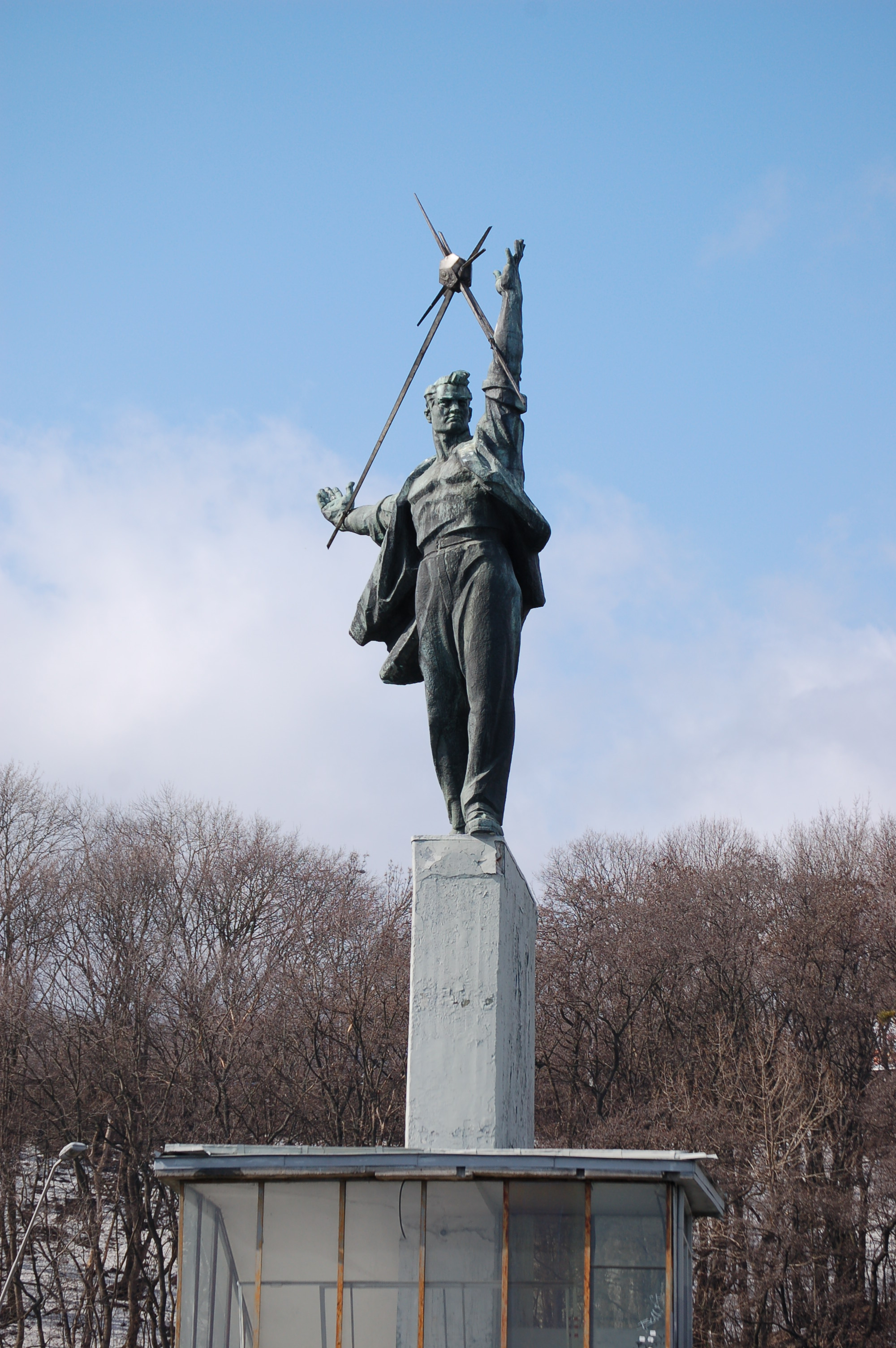
Монументальная скульптура «Труд» на станции метро «Днепр» в Киеве
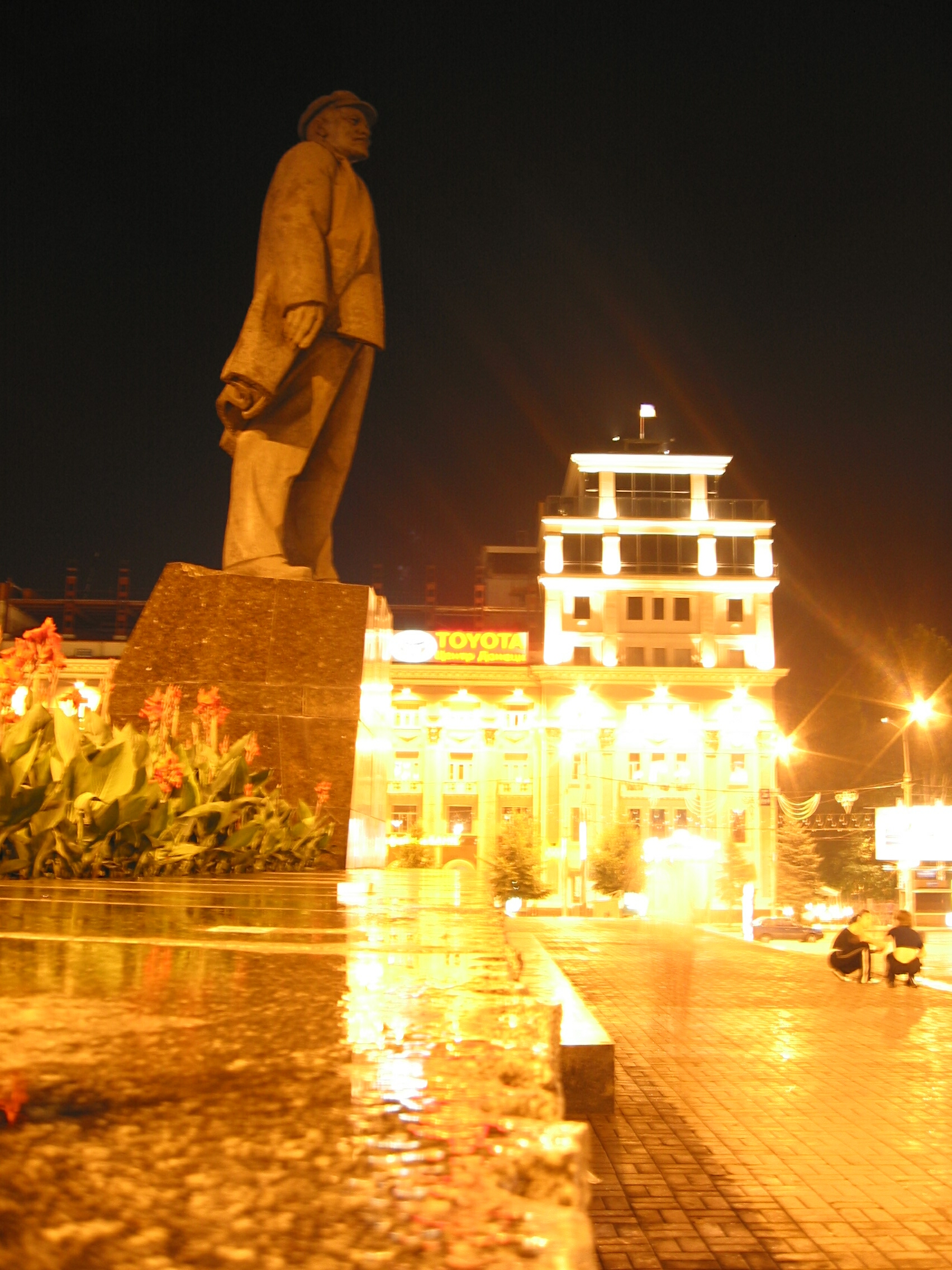
Памятник В. И. Ленину в Донецке